# 카로틴축적증
카로틴축적증(영어: carotenosis)은 과량의 식이 카로티노이드가 각질층을 주황색으로 변색시키는, 비교적 가벼운 증상을 나타내는 가역적인 의학적 상태이다. 카로틴피부증, 감피증(柑皮症), 고카로틴혈증이라고도 한다. 변색은 피부가 하얀 사람들에서 쉽게 관찰되며 황달로 오인될 수 있다. 카로티노이드는 α-카로틴, β-카로틴, β-크립토잔틴, 리코펜, 루테인 및 제아잔틴을 포함하는 지용성 화합물이다.

## 같이 보기
- 은피증
- 당뇨병성 피부병
- 피부병 목록
- 황색변색증